# Gruzínský lari
Gruzínský lari je zákonným platidlem kavkazského státu Gruzie. Jeho ISO 4217 kód GEL. Jedna setina lari se nazývá tetri. Slovo „lari“ v gruzínštině znamená poklad nebo i majetek, „tetri“ je historický název gruzínského platidla ze 13. století.
Na území Gruzie se nacházejí dvě proruské separatistické oblasti, které jsou de iure součástí Gruzie, ale prakticky gruzínská vláda nad těmito oblastmi kontrolu nemá. Abcházie a Jižní Osetie jako neoddělitelné části Gruzie mají z mezinárodního hlediska jako jediné platidlo gruzínský lari, ve skutečnosti se zde ale v každodenním platebním styku používá pouze ruský rubl.

## Historie
- V době, kdy byla Gruzie součástí SSSR, platil na jejím území sovětský rubl.
- Poté, co získala nezávislost, zavedla 5. dubna 1993 novou měnu – kupon lari. Ta vycházela z rublu v poměru 1 rubl = 1 kupon lari.
- Kvůli vysoké inflaci proběhla 2. října 1995 měnová reforma, kdy se z 1 000 000 kupon lari stal 1 „nový“ lari.

## Mince
Mince uváděné do oběhu mají hodnoty: 5, 10, 20 a 50 tetri a 1 a 2 lari. 
První mince vyražené v roce 1995 měly hodnoty 1, 2, 5, 10, 20 a 50 tetri. V roce 2006 k nim přibyly mince o hodnotách 1 a 2 lari, zároveň se u mince 50 tetri změnil design. Všechny mince z roku 1995 mají stejnou lícovou stranu. V roce 2000 vznikly i pamětní mince o hodnotě 10 lari. Mince 1 a 2 tetri se v oběhu již nevyskytují.
|  |  | 5 tetri  | 20 mm    | 1,32 mm | 2,5 g  |
|  |  | 10 tetri | 22 mm    | 1,27 mm | 3 g    |
|  |  | 20 tetri | 25 mm    | 1,62 mm | 5 g    |
|  |  | 50 tetri | 24 mm    | 1,85 mm | 6,52 g |
|  |  | 1 lari   | 26,20 mm | 1,95 mm | 7,85 g |
|  |  | 2 lari   | 27 mm    | 2,05 mm | 8 g    |

## Bankovky
Bankovky uváděné do oběhu mají hodnoty: 5, 10, 20, 50 a 100 lari. Existují i bankovky v nominálech 1, 2 a 200 lari z předchozí série. 
| Současné bankovky | Současné bankovky | Současné bankovky | Současné bankovky | Současné bankovky | Současné bankovky | Současné bankovky   | Současné bankovky |
| Vyobrazení        | Vyobrazení        | Hodnota           | Rozměry           | Barva             | Barva             | Osobnost            | Osobnost          |
| Líc               | Rub               | Hodnota           | Rozměry           | Barva             | Barva             | Osobnost            | Osobnost          |
| ----------------- | ----------------- | ----------------- | ----------------- | ----------------- | ----------------- | ------------------- | ----------------- |
|                   |                   | 5 lari            | 122 × 62 mm       |                   | hnědá             | Ivane Džavachišvili |                   |
|                   |                   | 10 lari           | 127 × 64 mm       |                   | modrá             | Akaki Cereteli      |                   |
|                   |                   | 20 lari           | 132 × 66 mm       |                   | červená           | Ilja Čavčavadze     |                   |
|                   |                   | 50 lari           | 137 × 68 mm       |                   | zelená            | Tamara Gruzínská    |                   |
|                   |                   | 100 lari          | 142 × 70 mm       |                   | fialová           | Šota Rustaveli      |                   |